# Alexander Leipold
Alexander Leipold (Alzenau, 2 de junio de 1969) es un deportista alemán que compitió en lucha libre.
Participó en cuatro Juegos Olímpicos de Verano, entre los años 1988 y 2000, obteniendo la medalla de oro en Sídney 2000, en la categoría de 76 kg (medalla que le fue retirada al dar positivo por nandrolona en un control de dopaje), el séptimo lugar en Seúl 1988 y el quinto en Atlanta 1996.
Ganó cinco medallas en el Campeonato Mundial de Lucha entre los años 1994 y 1999, y siete medallas en el Campeonato Europeo de Lucha entre los años 1991 y 2003.

## Palmarés internacional
| Juegos Olímpicos   | Juegos Olímpicos         | Juegos Olímpicos  | Juegos Olímpicos |
| Año                | Lugar                    | Medalla           | Categoría        |
| ------------------ | ------------------------ | ----------------- | ---------------- |
| 2000               | Sídney (Australia)       | DSC               | 76 kg            |
| Campeonato Mundial |                          |                   |                  |
| Año                | Lugar                    | Medalla           | Categoría        |
| 1994               | Estambul (Turquía)       | Medalla de oro    | 68 kg            |
| 1995               | Atlanta (Estados Unidos) | Medalla de plata  | 74 kg            |
| 1997               | Krasnoyarsk (Rusia)      | Medalla de plata  | 76 kg            |
| 1998               | Teherán (Irán)           | Medalla de bronce | 76 kg            |
| 1999               | Ankara (Turquía)         | Medalla de plata  | 76 kg            |
| Campeonato Europeo |                          |                   |                  |
| Año                | Lugar                    | Medalla           | Categoría        |
| 1991               | Stuttgart (Alemania)     | Medalla de oro    | 74 kg            |
| 1994               | Roma (Italia)            | Medalla de bronce | 74 kg            |
| 1995               | Friburgo (Alemania)      | Medalla de oro    | 74 kg            |
| 1997               | Varsovia (Polonia)       | Medalla de plata  | 76 kg            |
| 1998               | Bratislava (Eslovaquia)  | Medalla de oro    | 76 kg            |
| 1999               | Minsk (Bielorrusia)      | Medalla de bronce | 76 kg            |
| 2003               | Riga (Letonia)           | Medalla de plata  | 74 kg            |